# كيفن وليامز (لاعب كرة قدم أمريكية، مواليد 1961)
كيفن وليامز (بالإنجليزية: Kevin Williams)‏ هو لاعب كرة قدم أمريكية أمريكي، ولد في 28 نوفمبر 1961 في سان دييغو في الولايات المتحدة.

## وصلات خارجية
- كيفن وليامز على موقع مرجع كرة القدم المحترفة.كوم (الإنجليزية)
- كيفن وليامز على موقع كلية كرة القدم في سبورتس رفرنس.كوم (الإنجليزية)